# Lactarius salmonicolor
Lactarius salmonicolor R. Heim & Leclair, Revue Mycol., Paris 18: 221 (1953)
Il Lactarius salmonicolor è un fungo basidiomicete appartenente al genere Lactarius, caratteristico per essudare lattice color carota o rosso.

## Descrizione della specie

### Cappello
5–12 cm, prima convesso con margine arrotondato, poi piano e infine depresso al centro, a forma di imbuto. Superficie liscia, glabra, viscida a tempo umido, con zonature poco evidenti, di colore salmone, arancio chiaro, quasi mai macchiato di verde. Margine giallastro.

### Lamelle
Annesse, decorrenti, fitte, intercalate da lamellule, spesso con forcazioni in prossimità del gambo, di colore ocra-arancio quasi mai di tonalità verdi anche a maturità.

### Gambo
2-8 1–3 cm, cavo a maturità, più o meno cilindrico, corto, con superficie colore giallo-arancio, adornata da scrobicoli più o meno diffusi di color arancio più scuro.

### Carne
Soda, da biancastra a ocra pallido, senza toni di verde, immutabile o virante dopo circa 1 ora al bruno-rossastro.
Saporelievemente amarognolo
Odorefruttato, gradevole.

### Lattice
Arancio-rossastro, immutabile, dal sapore amarognolo.

## Microscopia
Spore7-9 × 6-7,5 µm, ocra-chiaro in massa, ellissoidali, verrucose.
Basidicilindrici, subclavati, tetrasporici, 53-61 × 10-12 µm.
Cistidifusiformi, acuminati, 52-70 × 6-7 µm.

## Habitat
Fungo simbionte, fruttifica quasi esclusivamente sotto abete bianco (Abies alba).

## Commestibilità
Buona.

## Specie simili
Del gruppo dei Lattari con lattice color carota fanno parte altre specie ben differenziate, tutte commestibili e molto ricercate, quali il Lactarius deliciosus, Lactarius sanguifluus e Lactarius semisanguifluus.

## Etimologia
Il termine “salmonicolor” deriva dal latino e significa del colore della carne di salmone cruda.

## Nomi comuni
- (IT)  : “sanguinello” o "sanguigno", “fungo dal sangue”
- (FR)  : “Lactaire couleur de saumon”
- (ES)  : “níscalo de abetal”, (CA)  “pinetell d'abet”, (AN)  “rebollón de abeto”, “rebichuelo de abete”
- (EN)  : “milky agaric”
- (DE)  : “Lachs-Reizker”

## Sinonimi e binomi obsoleti
- Lactarius salmoneus R. Heim & Leclair, Revue Mycol., Paris 15(1): 79 (1950)
- Lactarius salmonicolor R. Heim & Leclair, Revue Mycol., Paris 18: 221 (1953) f. salmonicolor
- Lactarius subsalmoneus Pouzar, Česká Mykol. 8: 44 (1954)
- Lactarius salmonicolor f. brigantiacus L. Remy, Bull. trimest. Soc. mycol. Fr. 80: 487 (1965)